# Kawasaki ZZ-R 250

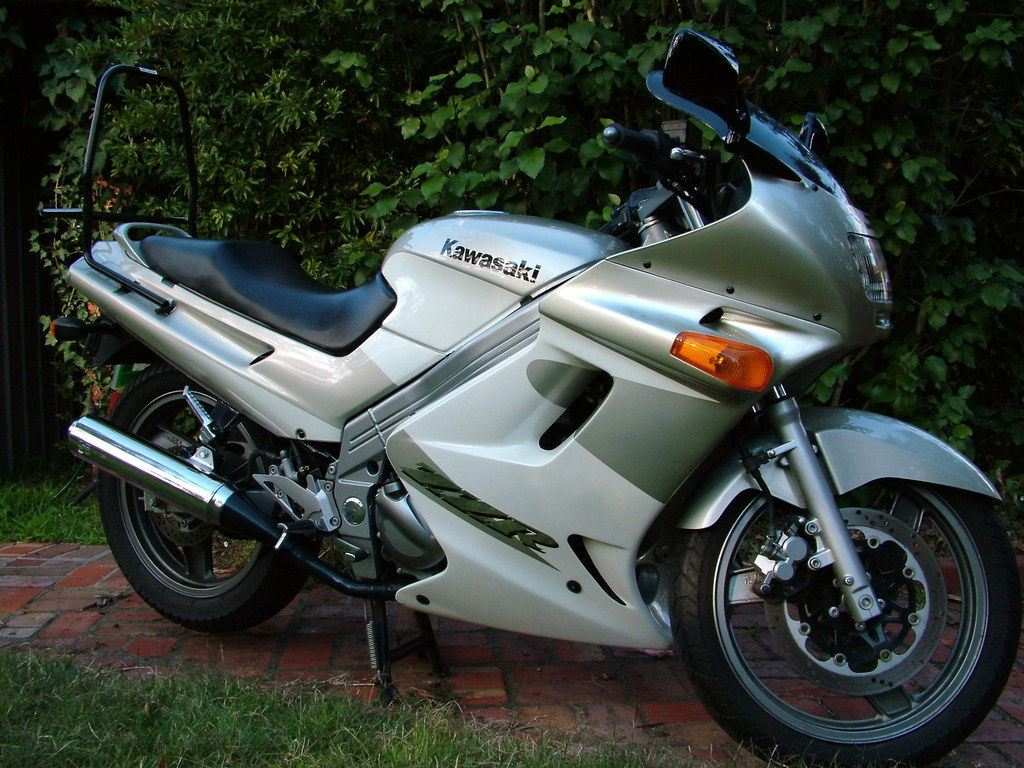
Kawasaki ZZ-R 250

De Kawasaki ZZ-R 250 is een motorfiets.
Het is het lichtste model uit de ZZR reeks. De machine heeft een 250cc 2 cilinder blok. De eerste modellen hadden 27kw. Later zijn de blokken standaard op 25kw gezet.